# Grünfläche

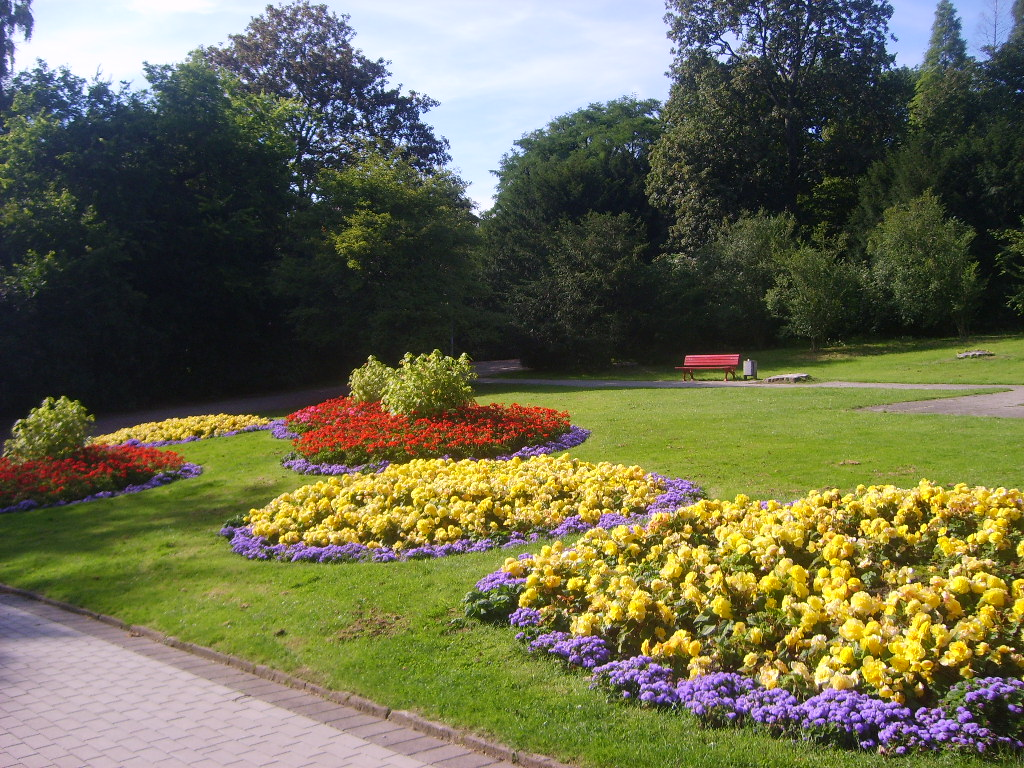
Grünfläche als parkartig gestaltete Freifläche

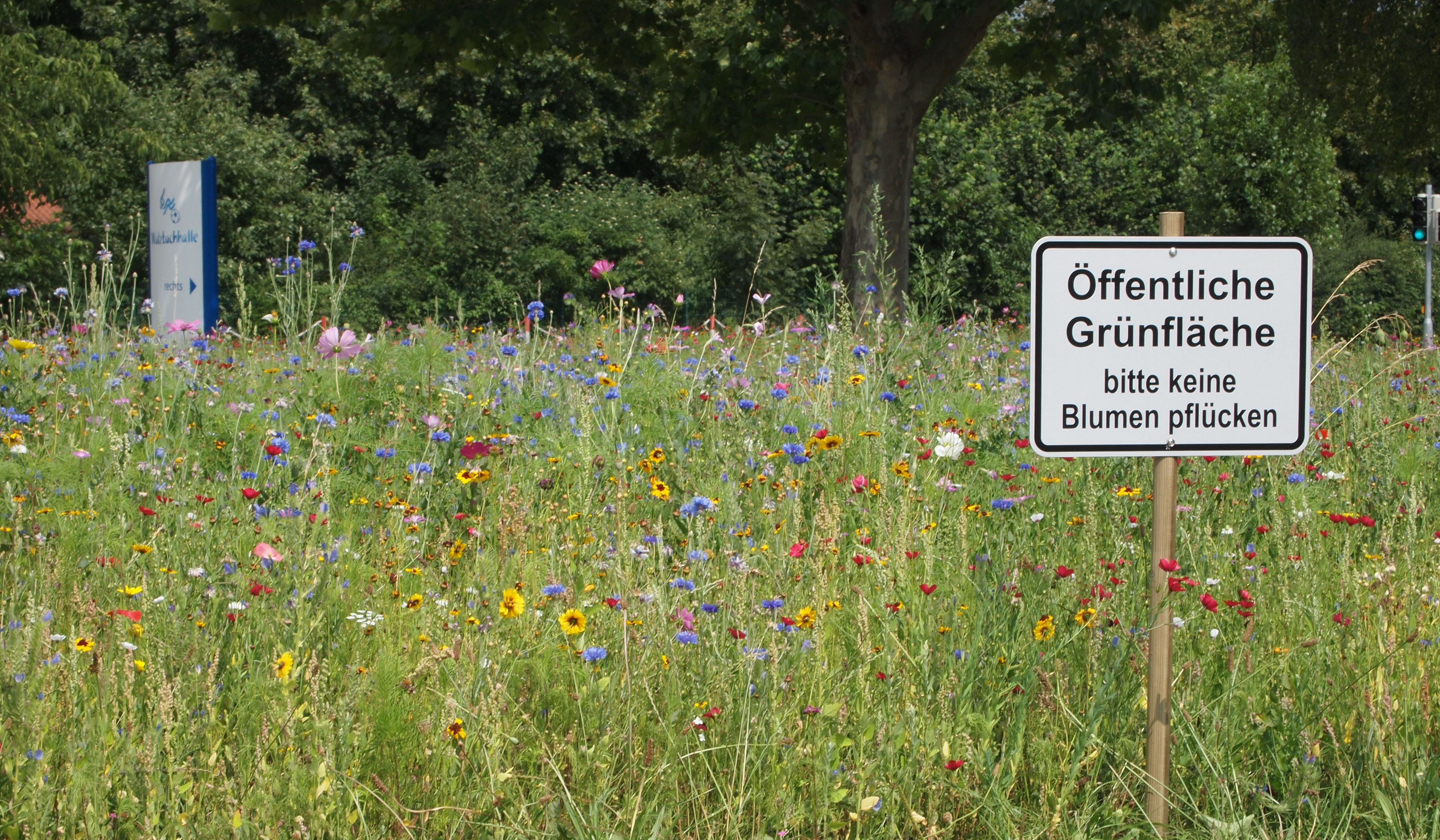
Öffentliche Grünfläche in Form einer Blumenwiese

Mit Grünfläche oder Grünanlage wird im allgemeinen Sprachgebrauch eine mit Rasen bepflanzte, parkartig oder gärtnerisch gestaltete Freifläche sowohl im öffentlichen als auch im privaten Bereich bezeichnet. Als Grünfläche ist überdies auch jeweils die einzelne mit Rasen oder Zierpflanzen bepflanzte Fläche als Bestandteil einer Grünanlage zu verstehen.

## Definition
Im deutschen Bau- und Planungsrecht (Stadt- und Landesplanung) beinhaltet der Begriff „Grünfläche“ nicht nur Parkanlagen, sondern auch Dauerkleingärten, Zeltplätze, Badeplätze oder Freibäder, Sportplätze, Spielplätze oder Friedhöfe, die in größerem Umfang mit Gebäuden, Wegen und Stellplätzen überbaut sein können. Die Flächen dienen vor allem der Erholung sowie Spiel und Sport und können Teil der Straßenraumgestaltung sein.

## Bedeutung
Grünflächen tragen zur Verbesserung des Kleinklimas (Verdunstung, Abkühlung, Luftreinigung) bei. Durch die Einrichtung von Grünflächen wird außerdem der Bodenversiegelung entgegengewirkt und ein Versickern von Oberflächenwasser ermöglicht. Darüber hinaus liefern sie einen Beitrag zur Artenvielfalt (Biodiversität). Um die Wirksamkeit und Funktionsfähigkeit von Grünflächen dauerhaft zu erhalten, sind regelmäßige Grünpflege- und Baumschnittarbeiten notwendig.
Die Vielzahl an weiteren Vorteilen umfasst beispielsweise auch, dass bewaldete städtische Grünflächen die kognitive Entwicklung von Jugendlichen verbessern und ihr Risiko für psychische Probleme reduzieren können.

## Erfassung
Ein so genanntes Grünflächenkataster kann den Bestand an den in der Regel kommunalen Grünflächen wie Parks, Grünanlagen und zum Teil auch Spielplätzen verwalten. Es ist dann meist mit einem kommunalen Geoinformationssystem gekoppelt.
Grünflächeninformationssysteme sind die Grundlage für die Planung, Entwicklung und Unterhaltung von Grün- und Freiflächen. Das Leistungsspektrum reicht dabei von den klassischen Anwendungen wie Grünflächen- oder Baumkataster bis hin zu speziellen Fragestellungen wie Spielgeräte- und Friedhofsverwaltung.
Im Zusammenhang mit Bebauungsplänen wird bisweilen die Grünflächenzahl (GÜZ) verwendet. So müssen beispielsweise bei der Forderung einer Grünflächenzahl von 0,4 mindestens 40 % des Baugrundstücks als Grünfläche ausgebildet werden.